# Beredskabsstyrelsen Midtjylland
 Beredskabsstyrelsen Midtjylland er en redningsenhed under Beredskabsstyrelsen, der ligger i Herning og tager sig af større brand- redning- og CBRN-opgaver.

## Beredskab
Beredskabsstyrelsen Midtjylland er den tidligere Midtjydske CF-kolonne. Centret i Herning har et 5 minutters udrykningsberedskab, der døgnet rundt er på mindst 3 befalingsmænd og 12 værnepligtige, hvoraf mindst 6 skal være røgdykkere og mindst 4 skal være storvognschauffører. Beredskabet tilkaldes typisk mellem 2-5 gange om ugen, til tider oftere. Beredskabets størrelse tilpasses løbende til det aktuelle risikobillede. I tørkeperioder og lignende højrisikotider er beredskabet forøget.
Til daglig har ca. 90 værnepligtige og 65 fastansatte deres daglige gang på centeret. Hertil kommer 100 frivillige i DFI, Den Frivillige Indsatsstyrke.
Hver tredje måned indkaldes og hjemsendes ca 30 værnepligtige, således at der konstant opretholdes et operativt 5 minutters katastrofeberedskab.
De værnpligtige gennemfører en beredskabsuddannelse på 1.400 timer i brand- redning- USAR,Urban Search And Rescue, og CBRN-opgaver og de fleste har efter 9 måneder ved hjemsendelsen bestået Funktionsuddannelse Indsats, USAR samt Regional Miljøuddannelse, næsten alle har ligeledes fået kørekort til Kategori C, udvidet førstehjælp og båduddannelse. Under båduddannelsen bliver man uddannet som livredder, og lærer bl.a. at gennemføre eftersøgningsopgaver og at bekæmpe olieforurening i det kystnære område.
Hvis man består eksamen I Funktionsuddannelse Indsats kan man efterfølgende blive ansat som brandmand i det kommunale Redningsberedskab eller ved Falcks brandstationer.
Centret ligger på H P Hansens Vej 100 i det nordvestlige Herning, i området kaldet Redningscenter Herning, som huser Beredskabsstyrelsen Midtjylland, Herning Kommunale brandvæsen samt Falcks ambulancestation.
Beredskabsstyrelsen Midtjylland dækker 31% af Danmarks areal, hvor der bor ca 1.3 mio mennesker. Dækningsområdet følger ikke helt regionsgrænserne, men dækker Region Midtjylland undtagen Skive Kommune, hertil kommer Varde Kommune m.fl., detaljeret dækning kan ses her (Webside ikke længere tilgængelig)
Assistancerne ydes fortrinsvis til de kommunale redningsberedskaber, politiet, Fødevarestyrelsen, og andre myndigheder med beredskabsansvar. Disse myndigheder kan trække på det statslige special- og katastrofeberedskab, hvis der fx er tale om akutte skader eller katastrofer.
Assistancerne er til større brand- og redningsopgaver som er mandskabskrævende og/eller kræver special materiel eller særlige kompetencer.
CBRN-opgaverne er større kemikalieuheldsopgaver, eksempelvis tankvognsuheld, olieudslip.
Ligeledes tager centret sig af rensning af forurende personer, fugleinfluenza, miltbrandforureninger, radioaktive uheld mfl.
Centret i Herning rummer Beredskabsstyrelsens internationale beredskabsmateriel på Logistikcenter Materiel og International indsats. Det internationale beredskab skal kunne forlade Danmark på mindre end 12 timer, såfremt Udenrigsministeriet beslutter det. Siden år 2000 har beredskabet været aktiveret mere end 200 gange til flere end 100 destinationer.

## Historie
Den første september 1941 blev det første skridt til Beredskabsstyrelsen Midtjylland taget. Det Civile Udrykningsberedskab (CBU) indkaldte de første værnepligtige og lod dem uddanne på Bernstorf Slot og på Charlottenlund Fort. Kort efter blev Danmarks første kolonne etableret i Herning, Midtjyske CBU-kolonne. Kolonnen har til huse på herregården Herningsholm
I medfør af civilforsvarsloven af 1949 kommer kolonnen nu til at hedde hvad mange stadig kender den under, Midtjydske CF-kolonne. I 1966 indvies den nuværende kasserne på H P Hansens Vej og Herningsholm forlades.
Efter en større omstrukturering og en vedtagelse af Beredskabsloven som afløste Brandloven, Civilforsvarsloven og Lov om det civile beredskab i 1992 kom centret til at hedde Beredskabscenter Midtjylland og endelig i 2002 Beredskabsstyrelsen Midtjylland.

## Centret
Selve centret består af stort øvelsesområde, med brandhus og en masse andre objekter til brand- og kemikalieøvelser og et redningsområde mod øst. Selve de gamle kasernebygninger huser indkvarteringsbygninger, kontorer, gymnastiksal, undervisningslokaler, en kursusafdeling med 17 hotelværelser samt cafeteria.
En forholdsvis nybygget afdeling i den vestlige del af centret huser Logistikcenter Materiel og International indsats samt depoter og værksted, der servicerer og reparerer de mange lastbiler og de mere end 1.000 motordrevne aggregater.